# Japanische Teichrose
Die Japanische Teichrose (Nuphar japonica) ist eine Pflanzenart aus der Familie der Seerosengewächse (Nymphaeaceae). In Japan ist sie als Kōhone bzw. Kawahone (河骨, 川骨) bekannt.

## Merkmale
Die Japanische Teichrose ist eine ausdauernde Wasserpflanze mit einem Rhizom, die in Wassertiefen von 50 bis 80 Zentimeter wächst. Die Schwimmblattspreite ist mehr als 2,5 mal so lang wie breit, schmal eiförmig bis länglich und misst 20 bis 40 × 5 bis 12 Zentimeter. Die Blüten haben einen Durchmesser von 4 bis 8 Zentimeter. Die Nektarblätter sind ungefähr 8 Millimeter lang. Die Narbenscheibe ist etwa 11-strahlig.
Blütezeit ist von Juli bis August.
Die Chromosomenzahl beträgt 2n = 34.

## Vorkommen
Die Japanische Teichrose, genannt auch Japanische Teichmummel, kommt in Japan in Seen, Teichen und Flachwasserbereichen von Flüssen vor. Man findet sie in Korea, in Honshu, Kyushu, Shikoku und im südwestlichen Hokkaido.
Es existiert auch eine Kulturform namens Rote Teichrose (Nuphar japonica var. rubrotincta).

## Nutzung
Die Japanische Teichrose wird zerstreut als Zierpflanze in Gartenteichen sowie (als Varietät rubrotincta) als Aquarienpflanze genutzt.